# Tales of Phantasia (OAV)
 (mars 2020).
Si vous disposez d'ouvrages ou d'articles de référence ou si vous connaissez des sites web de qualité traitant du thème abordé ici, merci de compléter l'article en donnant les références utiles à sa vérifiabilité et en les liant à la section « Notes et références ».
Tales of Phantasia est une série de dessins animés comprenant 4 épisodes (d'environ une demi-heure chacun). Il s'agit d'une adaptation du jeu vidéo du même nom (Tales of Phantasia), premier opus de la série des Tales of. Globalement, l'OAV retrace l'histoire du jeu, en apportant toutefois quelques modifications. On y retrouve cependant les principaux personnages comme Dhaos, Cless Alvein, Mint Adnade ou encore Klarth F. Lester l'invocateur et Arche Klaine, la demi-elfe... Cette série est disponible en France depuis le 7 juin 2007 en audio japonais, anglais ou français.